# Daniel Gábor (főispán)
Vargyasi báró Daniel Gábor (Árkos, 1824. április 21. – Budapest, 1915. február 6.) magyar politikus, 1848-as kormánybiztos, Udvarhely vármegye főispánja. Fia, ifj. báró Daniel Gábor szintén politikus lett.

## Életrajza
A vargyasi Daniel család köznemesi ágának a sarja; miután ő maga bárói címet szerzett külön újabb bárói ágat alapított. Apja vargyasi Daniel Elek (1783–1848) királyi táblai ülnök, földbirtokos, anyja nagyajtai Cserey Krisztina (1794–1858) fiaként született Háromszékben. Az apai nagyszülei vargyasi Daniel Elek (1759–1812), unitárius főgondnok, földbirtokos és széplaki Petrichevich-Horváth Teréz (1760–1794) voltak. Daniel Gábor bárónak az édes-leánytestvére vargyasi Daniel Zsófia (1820–1897), akinek a férje gróf uzini Béldy Ferenc (1798–1880), császári és királyi kamarás, Küküllő vármegye főispánja volt. Daniel Gábornak a fél-leánytestvére vargyasi Daniel Anna (1814–1862), akinek a férje zágoni báró Szentkereszty István (1816–1879), földbirtokos. Daniel Gábor bárónak az unokahúga zágoni báró Szentkereszty Stefánia (1842–1906) festő, intézményalapító, alapítványi hölgy, a közjó érdekében kifejtett munkássága révén a székelyek nagyasszonya címet érdemelte ki.
A kolozsvári unitárius iskolában, majd Marosvásárhelyen tanult. 1843-ban nyugat-európai tanulmánykörútra ment. 1844-ben a királyi táblai kancelláriánál folytatta jogi tanulmányait. 1845-ben tette le a jogi vizsgát, s még azon évben Udvarhelyszék és Küküllő vármegye táblabírája, illetve jegyzője lett. 1846-ban a kolozsvári kormányszékhez került tiszteletbeli fogalmazó-gyakornoknak, ahonnét augusztusban Bécsbe került át az erdélyi udvari kancelláriához, ugyanazon tisztségbe, ahol 1848-ig szolgált. Apja halála miatt ekkor hazatért, hogy az örökséget kezelje. Az 1848-as forradalom során az agyagfalvi gyűlésen, mint segédkormánybiztos szerepelt. Ezért a szabadságharc után, hogy a komolyabb büntetést elkerülje, pár hónapig az erdővidéki alkirálybíróságon kellett dolgoznia. Hivataláról csakhamar lemondott és birtokaira vonult vissza. 1860-ban Széchenyi halála kapcsán egy alapítványt hívott életre, ami székely fiúkat segített a felsőoktatásban. 1861. március 24-én Udvarhelyszék ideiglenes főkirálybírójává nevezték ki, de az Országgyűlés alkotmányellenes feloszlatása miatt egy év múlva lemondott. 1863-ban Udvarhelyszék őt küldte a szebeni gyűlésre képviselőül, ahol felszólalt az alkotmány királyi felfüggesztése ellen. Az Országgyűlés 1865-ös, újbóli összehívásakor visszakerült előbbi állásába, ahol a kiegyezést (1867 eleje) követően az Andrássy-kormány állásában megerősítette és 1869-ben az ideiglenességet megszüntetve végleges főkirálybíróvá nevezte ki. 1870-ben, mint kormánybiztos működött a búni árvízkárosultak érdekében, amiért magas rangú elismerésben részesült. 1875-ben Székelyudvarhely és Oláhfalu főispánja lett, mígnem az 1876-os megyerendezés során ezek önálló közigazgatási identitásai megszűntek és az ekkor kialakított Udvarhely vármegye részei lettek, melynek az első főispánja lett. Ugyanekkor az árkosi zsinat az Erdélyi Unitárius Egyház főgondnokává választotta meg. Ezen posztja révén a főrendiház tagja lett. 1891 decemberében lemondott közhivataláról s nyugdíjba vonult, bár egyházi tisztsége révén a főrendiház tagja maradt, ahol részt vett bizottsági munkákban. Szolgálatai elismeréséül ekkor a Szent István-rend kiskeresztjével tüntették ki. 1896-ban adta ki első családtörténeti írását, ami műfajában az egyik legterjedelmesebb lett. Nagy szerepe volt a Székely Nemzeti Múzeum életre hívásában.
Dániel Gábor, nyugalmazott főispán, az unitárius egyház tiszteletbeli főgondnoka 1912. június 8-án I. Ferenc József magyar királytól magyar bárói címet nyert.
Halálának évét többhelyütt is hibásan 1903-nak írják, holott saját családtörténetéről az utolsó írást 1913-ban jelentette meg Újabb adattár a vargyasi Daniel család történetéhez címmel, Kelemen Lajos szerkesztésében. 1915-ben hunyt el.

## Házassága és leszármazottjai
Árkoson, 1853. január 16-án feleségül vette plankensteini báró Rauber Mária (*Olasztelek, 1831. augusztus 24.–†Olasztelek, 1887. szeptember 16.) kisasszonyt, akinek a szülei plankensteini báró Rauber Károly (1790–1869), cs. és kir. ezredes és hajtókai Pócsa Veronika (1807–1873) voltak. Az apai nagyszülei plankensteini báró Rauber Miklós (1743–1817), alezredes, földbirtokos és vargyasi báró Daniel Jozefa (1757–1822) voltak; Rauber Miklós báró alezredes 1808. május 20-án I. Ferenc József magyar királytól magyar indigenátust nyert Az anyai nagyszülei hajtókai Pócsa Ferenc, földbirtokos és kézdiszentléleki Kozma Terézia Ágnes voltak. Az apai nagyanyai dédszülei vargyasi báró Daniel Lőrinc, földbirtokos, aki 1751. február 14-én Mária Terézia magyar királynőtől magyar bárói címet nyert, valamint báró Gudenus Eleonóra voltak. Daniel Gábor báró és Rauber Mária bárónő frigyéből született:
- vargyasi báró Daniel Gábor (Vargyas, 1854. december 2. – Szőny, 1919. július 6.)[12] magyar politikus, országgyűlési képviselő. Felesége: báró tolcsvai Korányi Malvine (Nagykálló, 1862. október 26.–†Budapest, 1945. június 28.)
- vargyasi báró Daniel Lajos (Vargyas, 1856. január 2.–Vargyas, 1926. május), mezőgazdász, országgyűlési képviselő. Neje: tarcsafalvi Pálffy Márta (*Beresztelke, 1867. január 2.–Pozsony, 1895. december 4.)
- vargyasi báró Daniel Elek (Vargyas, 1857. február 17.–†Olasztelek, 1900. október 11.), okl. mezőgazda, Felső-fehérközi unitárius gondnok, Udvarjely vm. törvényhatósági bizottságának tagja, az olasztelki Takarékpénztár elnöke. Neje: walldorfi báró Diemar Irén

## Írásai
- Történelmi kalászok. 1603-1711. A vargyasi Daniel-család irattárában levő legnagyobbrészt eredeti kéziratok után kiadá Daniel Gábor, szerkeszté Thaly Kálmán. Pest, 1862. Online
- A vargyasi Dániel család eredete és tagjainak rövid életrajza, 1896
- Adatok a vargyasi Daniel család történetéhez, 1908
- Újabb adattár a vargyasi Daniel család történetéhez (szerk: Kelemen Lajos), 1913